# Bataille de Ctésiphon (363)
Campagne de Julien en Perse
Batailles
- Siège de Firuz Chapour
- Siège de Maiozamalcha
- Bataille de Ctésiphon
- Bataille de Maranga
- Bataille de Samarra

La bataille de Ctésiphon a lieu le 29 mai 363 entre les armées de l'empereur romain Julien et de l'empereur sassanide Chapour II à l'extérieur des remparts de la capitale de ce dernier, Ctésiphon. L'issue de la bataille est une victoire peu concluante des Romains puisque l'empereur Julien meurt peu après et que les forces romaines sont trop éloignées de leur ligne de ravitaillement pour continuer leur campagne.

## Contexte
Le 3 novembre 361, Constance II meurt à Tarse, laissant Julien seul empereur. Arrivé à Constantinople pour superviser l'enterrement de Constance II, Julien commence rapidement à réparer les dommages causés, réorganiser et rationaliser le gouvernement.
Toutefois, Chapour II constitue alors une grande menace. Après l'échec de sa première campagne, l'empereur sassanide, dans sa seconde campagne contre les Romains, a capturé Amida en 359, qui contrôle les sources du Tigre et l'entrée en Asie Mineure depuis l'est. Une offensive romaine est désespérément nécessaire pour arrêter Chapour II.
Julien, s'estimant lui-même être le prochain Alexandre le Grand, commence la préparation d'une expédition contre la dynastie sassanide et quitte Constantinople. Pendant l'été de 362 il transfère sa capitale à Antioche et, le 5 mars 363, il rassemble 90 000 hommes tandis que le roi sassanide Chapour II, avec la principale armée sassanide, Spah, se trouvait loin de Ctésiphon. Julien envoie 30 000 soldats, sous le commandement de Procope, en Arménie, dans le but d'obtenir le soutien du roi d'Arménie.

## La bataille
Chapour II ordonne à ses gouverneurs d'entreprendre une politique de la terre brûlée jusqu'à ce qu'il atteigne la capitale sassanide, Ctésiphon, avec la principale armée sassanide. Après quelques escarmouches et sièges, Julien arrive avec son armée invaincue avant Chapour II sous les murs de Ctésiphon le 29 mai. En dehors des murs, une armée perse dirigée par le spahbod Merena a été formée pour combattre près du Tigre.
Les commandants de Julien sont nerveux car l'armée des sassanides est composée des cataphractaires au centre et des redoutables clibanarii sur les ailes. Ils ont également des éléphants de guerre et une nombreuse infanterie à l'arrière. Toutefois Julien a déjà prouvé qu'il était un général de valeur et il ne partage pas le souci de ses commandants. Au lieu de cela, il dispose son armée en croissant et traverse la rivière pour rencontrer l'ennemi.
Les ailes romaines avancent rapidement et rejoignent la bataille. Contrairement aux attentes, la bataille a été une superbe victoire tactique pour les Romains qui perdent seulement 70 hommes quand les Sassanides en perdent 2 500. Mais Julien n'a pas l'équipement nécessaire au siège de Ctésiphon et la principale armée sassanide, commandée par Chapour II, qui est plus grande que celle qui a été défaite, s'approche rapidement. Julien souhaite continuer son avancée dans les territoires sassanides, mais il est désavoué par ses officiers. Le moral des Romains est bas, la maladie se propage et il y a très peu de fourrage aux alentours.

## Mort de l'empereur Julien (26 juin 363)
À regret, Julien accepte de battre en retraite le long du Tigre et de rejoindre l'autre moitié de son armée. Le 16 juin la retraite commence et, 10 jours plus tard, en dehors de Samarra, l'arrière-garde est soumise à de fortes attaques. Sans même une pause pour s'équiper de son armure, Julien plonge dans la mêlée en criant des encouragements à ses hommes. Au moment où les Sassanides commencent à se replier à la suite de lourdes pertes, l'empereur romain est touché au côté par un javelot. Atteint au foie, il meurt avant minuit. Selon une tradition apocryphe, il aurait, à sa mort, prononcé les mots Vicisti, Galilæe (« Tu as vaincu, Galiléen »), supposés exprimer la reconnaissance de sa défaite face au christianisme.
Libanios affirme que Julien fut assassiné par un chrétien, l'un de ses propres soldats. Ceci n'est pas corroboré par Ammien Marcellin ou par des écrivains contemporains.

## Suites
Julien est remplacé par l'éphémère empereur Jovien. Comme les armées romaines se sont profondément enfoncées dans les terres sassanides, Jovien a été forcé d'accepter la paix en des termes défavorables, afin de pouvoir conduire ses troupes sur un territoire sûr. Les termes du traité exigent que les districts du Tigre et de Nisibis (un total de 5 provinces romaines) soient cédés aux Sassanides et que les Romains n'interfèrent plus dans la politique de l'Arménie.
Ce franc succès militaire est taillé dans la pierre en une sculpture, près de la ville de Bishapour, dans le Fars. Sous les sabots des chevaux de l'empereur sassanide Chapour II se trouvent le corps d'un ennemi, probablement Julien, et l'empereur Jovien, suppliant, qui demande la paix.